# Bipyrrol Q1
Bipyrrol Q1 ist ein Pyrrol-Derivat und ein natürlich vorkommendes „Umweltgift“, welches sich analog zu polychlorierten Biphenylen menschlichen Ursprungs in der Nahrungskette bis hin zum Menschen ansammelt. Gefunden und identifiziert wurde die Verbindung zwischen 1999 und 2002.

## Vorkommen
Das Bipyrrol ist hauptsächlich bei Meeressäugern (wie Robben, Delfinen und Walen) im Fettgewebe sowie bei Fischen und Vögeln nachgewiesen worden. Interessanterweise liegen die gemessenen Konzentrationen auf der Südhalbkugel wesentlich höher als im Norden. Menschen, die Walspeck zu sich nehmen, wie z. B. auf den Färöerinseln üblich, nehmen Q1 ebenfalls auf. Bei Eskimofrauen, die sich von Walspeck ernährt hatten, konnte das Bipyrrol Q1 in der Muttermilch nachgewiesen werden. Über die Auswirkungen auf die Gesundheit von Tieren und Menschen ist wenig bekannt. Der höchste gemessene Wert im Fettgewebe eines Delfins betrug 14 ppm.
Der Ursprung dieser natürlichen Substanz ist nicht völlig geklärt; es wird jedoch angenommen, dass sie durch ein marines Bakterium erzeugt wird und einen Abwehrstoff darstellt. Ähnliche, chlorierte Bipyrrole wurden auch bei diversen Seevögeln entdeckt, die sich von Meereslebewesen ernähren. Q1 ist ein bemerkenswertes Beispiel für die Akkumulation polychlorierter Aromaten, die natürlicher Herkunft sind, und nicht vom Menschen in den Naturkreislauf eingebracht wurden.